# Agrarna reforma u drugoj Jugoslaviji
Poslije pobjede komunističke revolucije u Jugoslaviji je izvedena nova agrarna reforma po Zakonu o agrarnoj reformi i kolonizaciji iz kolovoza 1945. godine. Njen cilj bilo je ukidanje svih većih posjeda, bilo da se vode na kapitalistički način, bilo da se daju u zakup. Uključivala je eksproprijaciju posjeda banaka, akcionarskih društava, poduzeća, crkava i manastira, uz neke izuzetke, kao i oduzimanje viška zemlje od bogatijih seljaka i onih koji su srednji i sitni vlasnici, ali ne obrađuju zemlju. Tim zakonom propisan je i agrarni maksimum od 35 hektara obradive zemlje po jednom zemljoradniku. Na osnovu tog zakona dobiven je zemljišni fond od oko 1.600.000 hektara koji je podijeljen na oko 180.000 mjesnih interesenata, 70.000 bezemljaša i oko 66.000 kolonista. Jedan dio zemlje predan je poljoprivrednim dobrima i različitim ustanovama. 
Sljedeći korak agrarne reforme predstavljao je Zakon o poljoprivrednom fondu opštenarodne imovine iz svibnja 1953. godine, koji je snizio agrarni maksimum na samo 10 hektara, a dobivenu zemlju dodijelio poljoprivrednim organizacijama (zadrugama, državnim dobrima itd).
Zakon o agrarnoj reformi i kolonizaciji bio je osnovica kolonizacije koju se počela sprovoditi potkraj 1945. godine. Više od 350 000 ljudi preseljeno je iz siromašnih i neplodnih krajeva BiH, Srbije, Hrvatske i Crne Gore prije svega u Vojvodinu, te u druge krajeve unutar matičnih republika.